# Ilia Kroupnik
 (juin 2020).
Pour les articles homonymes, voir Krupnik (homonymie).
Ilia Kroupnik (en russe : Илья́ Нау́мович Кру́пник, Ilya Krupnik Naumovitch) né le 4 octobre 1925 à Rostov-sur-le-Don et mort le 27 mai 2023 à Moscou, est un écrivain et dramaturge russe..

## Biographie
De 1933 à 1941, il fait des études d'ingénieur, puis travaille comme ouvrier mécanicien dans une mine. En 1943, il s’engage volontairement dans la Marine, et se retrouve blessé à l’hôpital, en 1944.
En 1950, il achève ses études à la Faculté des Lettres de Moscou et devient, en 1955, collaborateur d’un journal de faible tirage, Moskovsky Trolleybus.
Puis, il voyage à travers le pays avec des géologues et des physiciens, et travaille sur un chalutier en mer de Barents.
Il commence à écrire pendant la guerre, réussit à publier deux livres et est reçu en 1962 à l’Union des écrivains soviétiques.
Arrive la période de « stagnation », et Kroupnik, accusé de formalisme, surréalisme et autres « ismes », n’est plus publié pendant 22 ans, jusqu’à son livre le plus célèbre en France, ensemble de nouvelles : À l'aveuglette.